# バークベック・カレッジ
ロンドン大学バークベック校（Birkbeck, University of London）、またはバークベック・カレッジ（Birkbeck College、略称 BBK）は、イギリス・ロンドン中心地のブルームスベリーにキャンパスを置く、ロンドン大学のカレッジである。1823年に創立。1920年にロンドン大学へ加盟。1994グループ加盟校。

## 概要
1823年にロンドン・メカニックズ・インスティチュート（London Mechanics' Institute）として、ジョージ・バークベック卿と、その支援者のジェレミー・ベンサム、ジョン・ホブハウス男爵、ヘンリー・ブルーアム男爵らによって設立された。
バークベック・カレッジはイギリスにおける成人教育のパイオニアであり、イギリスでは数少ない夜間教育（イブニングクラス）をメインとした高等教育機関である。200以上の学部・大学院の課程をフルタイムまたはパートタイムで提供しており、それらの授業の殆どが夜間に行われている。
これまでに、5名のノーベル賞受賞者、英国における労働党からの初の首相であるラムゼイ・マクドナルド、多数の国会議員・政治家、ロンドン・スクール・オブ・エコノミクス（LSE）創設者のシドニー・ウェッブなど、幅広い分野から多くの著名な卒業生、関係者を輩出している。
2012年に独自の学位を授与する権限を与えられているものの、現在でもバークベック・カレッジの卒業生はロンドン大学本体から学位を授与される。

## 学科
- 英語・人文学科（Department of English and Humanities）
- 言語文化学科（Department of Cultures and Languages）
- 美術史学科（Department of History of Art）
- 映画・メディア・カルチュラル・スタディーズ学科（Department of Film, Media and Cultural Studies）
- 計算機科学・情報システム学科（Department of Computer Science and Information Systems）
- 経済学・数学・統計学科（Department of Economics, Mathematics and Statistics）
- 経営学科（Department of Management）
- 組織心理学科（Department of Organizational Psychology）
- 法律学科（Department of Law）
- 犯罪学科（Department of Criminology）
- 生物科学科（Department of Biological Sciences）
- 地球惑星科学科（Department of Earth and Planetary Sciences）
- 心理科学科（Department of Psychological Sciences）
- 応用言語学・コミュニケーション学科（Department of Applied Linguistics and Communication）
- 地理学科（Department of Geography）
- 史学・古典学・考古学科（Department of History, Classics and Archaeology）
- 哲学科（Department of Philosophy）
- 政治学科（Department of Politics）
- 心理社会研究学科（Department of Psychosocial Studies）

## 主な出身者
- ラムゼイ・マクドナルド:政治家、首相(第56・58代、イギリス史上初の労働党出身)
- デレック・バートン：化学者、ノーベル化学賞受賞者
- パトリック・ブラケット：物理者、ノーベル物理学賞受賞者
- T・S・エリオット：詩人・文芸評論家、ノーベル文学賞受賞者
- アーロン・クルーグ：物理学者、ノーベル化学賞受賞者
- ロジャー・ペンローズ：数理物理学者・数学者・科学哲学者、ノーベル物理学賞受賞者
- アニー・ベサント：神智学徒、インド・アイルランド自治運動家

## 評価
バークベック・カレッジは、質の高い教育を提供しているにもかかわらず、夜間教育がメインであるというような独自の特色がランキングに不利に働き公平ではないとし、2018年から国内の大学ランキングから撤退している。世界的な評価としては、2024年度版のQS世界大学ランキング、THE世界大学ランキング双方において、国内ランキングと同様に不利な条件ではあるが、世界300番台にランキングされている。